# Wraki
Wraki – polski barwny film fabularny z 1956 roku w reżyserii Ewy i Czesława Petelskich, zrealizowany na podstawie socrealistycznej powieści Janusza Meissnera pod tym samym tytułem. Rzecz oparta (film i powieść) na prawdziwych wydarzeniach związanych z wydobyciem niemieckiego statku „MS Seeburg”, który zatonął koło Jastarni 2 grudnia 1944 r., a który po wydobyciu i wyremontowaniu otrzymał nazwę „Dzierżyński”. 
Konsultantami przy realizacji filmu byli zawodowi nurkowie Bronisław Sadowy i S. Zdechlik oraz kpt ż.w. Witold Poinc, współtwórca przedsiębiorstwa Polskie Ratownictwo Okrętowe.

## Treść
Sensacyjny dramat psychologiczny rozgrywający się w środowisku gdyńskich nurków: historia człowieka niesłusznie posądzonego o spowodowanie wypadku podczas podwodnej akcji ratowniczej. Nurek Antoni Barnat zostaje oskarżony o doprowadzenie do wypadku przy wydobywaniu wraku, wskutek czego omal nie ginie Rafał Grabień – jego przyjaciel, a zarazem konkurent do uczuć Teresy. Sprawa ostatecznie wyjaśnia się jako bezpodstawne oskarżenie i obaj znów wspólnie podejmują pracę.

## Obsada
- Zbigniew Cybulski – nurek Rafał Grabień
- Zbigniew Józefowicz – nurek Antoni Barnat
- Urszula Modrzyńska – Teresa, narzeczona Rafała, dawna miłość Antoniego
- Stanisław Jaworski – lekarz, przyjaciel Barnata, członek załogi
- Antonina Barczewska – pielęgniarka
- Janusz Kłosiński – Jakus, kapitan statku
- Mieczysław Gajda, Jerzy Kaczmarek, Adam Kwiatkowski, Henryk Staszewski, Czesław Piaskowski – członkowie załogi statku
- Roman Kłosowski – Wacek, pomocnik kucharza
- Kazimierz Wichniarz – kucharz Feluś
- Lech Madaliński – nurek Czeluśniak
- Konrad Morawski – nurek
- Jadwiga Prolińska – piosenkarka Irena, przyjaciółka Barnata
- Władysław Staszewski – Orbach, członek załogi
- Zygmunt Zintel – Mundek
- Józef Łodyński – radiotelegrafista
- Roman Polański – Romek
- Andrzej Szalawski – niemiecki mechanik z „Adlerhorsta”
- Seweryn Butrym – niemiecki oficer wydający rozkaz ostrzelania portu
- Jarema Stępowski – pijak przy barze
- Tadeusz Teodorczyk – niemiecki żołnierz wydający rozkaz ostrzelania portu
- Gustaw Lutkiewicz – śpiewający oficer niemiecki na „Adlerhorst”
- Adam Kwiatkowski – Pałamarz, członek załogi statku